# Ava Alice Muriel Astor
Ava Alice Muriel Astor (7 de julho de 1902 - 19 de julho de 1956) foi uma herdeira e socialite americana, e membro da família Astor. Ela era filha de John Jacob Astor IV e Ava Lowle Willing, e irmã de Vincent Astor. 

## Início da vida
Ava nasceu na moradia de seus pais no 840 Fifth Avenue, em Manhattan, Nova Iorque, a única filha do coronel John Jacob "Jack" Astor IV (1864-1912) e Ava Lowle Willing (1868-1958). Seus avós paternos eram empresário imobiliário William Backhouse Astor, Jr. (1829-1892) e a socialite Caroline Webster "Lina" Schermerhorn (1830-1908), enquanto seus avós maternos eram empresário Edward Shippen Willing (1822- 1906) e a socialite Alice Sino Barton (1833-1903).

## Casamentos
Ava Astor casou com o príncipe Sergei Platonovich "Serge" Obolensky, filho do general Príncipe Platon Sergeyevich Obolensky e Maria Konstantinovna Naryshkina, em 24 de julho de 1924, em Savoy Chapel, Londres. O casamento foi considerado o evento da temporada na Inglaterra naquele ano. Eles tiveram um filho o príncipe Ivan Sergeyevich Obolensky (nascido em 15 de maio de 1925) e uma filha a Princesa Sylvia Sergeievna Knyaginya Obolensky (18 de maio de 1931 - 27 de junho de 1997).  
Depois de se divorciar em 1932, ela se casou com Raimund von Hofmannsthal (1906 - 20 de março de 1974), filho de Hugo von Hofmannsthal e Gertrud "Gerty" Schlesinger. Eles se casaram em 21 de janeiro de 1933, no tribunal da cidade de Newark, Nova Jérsia. O casal teve uma filha Romana von Hofmannsthal (c. 1935), que se casou com Roderick McEwen.
Depois de se divorciar em 1939, ela se casou com Philip John Ryves Harding, um jornalista. O casamento ocorreu em 27 de março de 1940, em Faversham, Inglaterra. Ele tiveram uma filha, Emily Edwina Harding (1942). Alice e Philip Harding se divorciaram em 1945.

## Morte
Astor morreu de um acidente vascular cerebral em seu apartamento no East Sixty-First Street, em Manhattan, Nova Iorque em 19 de julho de 1956 aos 54 anos de idade. Ela foi um patrono das artes, incluindo as companhias de ballet de Londres e Nova Iorque.
Sua vontade foi internado em sucessões em 5 de Novembro de 1956, em Manhattan Surrogate Tribunal. Seus ativos, totalizando US $ 5.305.000, (equivalente a aproximadamente US $ 46,732,050 em 2017 dólares) foram divididos entre seus quatro filhos.
| Nomes e títulos |
| --- |
| - Senhorita Ava Alice Muriel Astor (7 de julho de 1902 - 24 de julho de 1924) - Princesa Sergei Platonovich Obolensky (24 de julho de 1924 - 1932) - Princesa Alice Obolensky (1932 - 21 de janeiro de 1933) - Senhora Raimund von Hofmannsthal (21 de janeiro de 1933 - 1939) - Senhora Alice Astor von Hofmannsthal (1939 - 27 de março de 1940) - Senhora Philip John Ryves Harding (27 de março de 1940 - 1945) - Senhora Alice Astor Harding (1945 - 12 de maio de 1946) - Senhora David Pleydell-Bouverie (12 de maio de 1946 - 1952) - Senhora Alice Astor Pleydell-Bouverie (1952 - 19 de julho de 1956) |